# زوربا اليوناني
رواية زوربا اليوناني للكاتب نيكوس كازانتزاكيس صدرت عام 1946 . هي رواية تدور أحداثها عن قصة رجل مثقف، اسمه باسيل، غارق في الكتب، يلتقي مصادفة برجل أميّ مدرسته الوحيدة هي الحياة وتجاربه فيها، وسرعان ما تنشأ صداقة بين الرجلين ويتعلم فيها المثقف باسيل الذي ورث مالا من أبيه الكثير من زوربا عن الحياة وعن حبها وفن عيشها. أنتجت هوليوود فيلما شهيرا أيضا مقتسبا من الرواية يحمل نفس العنوان وقام ببطولته الممثل "أنتوني كوين وحقق الفيلم شهرة كبيرة.

## شخصية زوربا
زوربا هي شخصية حقيقية قابلها نيكوس في إحدى أسفاره، وقد أعجب به إعجاباً شديداً، فكتب رواية باسمه.
الملفت في رواية زوربا، هو قدرة نيكوس على وصف شخصية زوربا بشكل مطوّل ومفصّل وعميق، حتى أنك تشعر لوهلة أن زوربا هو الشخص الأعظم في هذا الكون.
المميز في زوربا هو أنه يحب الحياة بكل أشكالها، لا يذكر الحزن، بل يذكر الفرح دائماً.
في لحظات حزنه الشديد، أو سعادته الشديدة، يرقص رقصته المشهورة، (رقصة زوربا).. في تلك الرقصة، يقفز إلى الأعلى لأمتار ويستغل كل ما هو حوله من بشر أو من أدوات وجمادات.
يروي شخصية زوربا، شخص لقبه «الرئيس» وهو شخص يوناني يرغب في استثمار أمواله في مشروع ما، فيقنعه زوربا بأنه يستطيع استثمار أمواله في منجم للفحم، ولكن محاولات زوربا لصناعة مصعد ينقل الفحم من مكان لمكان، تبوء بالفشل، ولكن زوربا المفعم بالحياة لا ييأس
يحتاج زوربا لأدوات من المدينة، فيأخذ كل أموال «الرئيس» ويذهب إلى المدينة، فيشعر بالتعب، فيدخل إحدى الحانات، فتقترب منه «غانية» فيرفضها، فتشعره بانتقاص الرجولة، ولكن زوربا المفعم بالرجولة لا يقبل هذا التصرف، ويصرف كل أمواله عليها، ويكتب رسالة إلى «الرئيس» أنه: «دافع عن كل الرجولة في العالم».
زوربا شخص أمّي لا يعترف بالكتب، وبالمقابل «الرئيس» صديقه شخص مليء بالكتب، ولطالما سخر زوربا من تلك الكتب، يقول: كتبك تلك أبصق عليها، فليس كل ما هو موجود، موجود في كتبك.
'ويتضح من الرواية، أن كليهما يمثلان قطبان للتناقض، ورغم ذلك التناقض فقد كان يجمعهما حب عميق وصداقة شفافة وصادقة.
لقد جمعت بين هذين الشخصين المتناقضين فكرياً وعقائدياً وسلوكياً علاقة وشيجة قوامها لا المصلحة أو تبادل المنفعة بقدر ما هي علاقة تحكمها التكاملية فكل منهما رأى في الآخر مكملاً
لنفسه، وكأن كلا منهما وجد في الآخر نصفه المفقود أو نصفه الذي يبحث عنه، وإن كان من الواضح أن قوة تأثر الراوي المتمثل بشخص الإنسان المثالي، كانت أكبر من قوة تأثر زوربا به.

## ترجمات
سنة 2012 قدمت «مؤسسة كازاندزاكيس» المسؤولة عن تراث نيكوس كازاندزاكيس الثقافي والإبداعي بالسماح لسلسلة «آفاق عالمية»، التي تصدر عن الهيئة العامة لقصور الثقافة المصرية الحقوق الحصرية لترجمة ونشر رواية «زوربا اليوناني» إلى العربية عن نصها الأصلي اليوناني مباشرة، وكاملة بلا اختصارات أو حذف، وبصورة قانونية بعد أن صدرت من قبل عدة ترجمات عربية متسرعة للرواية، بصورة مشوهة وناقصة، عن لغات وسيطة كالإنجليزية والفرنسية، في أعقاب صدور الفيلم الشهير واكتساحه للسينما العالمية.

## في السينما
نقل المخرج اليوناني مايكل كاكويانيس الرواية في ستينيات القرن الماضي إلى فيلم هوليودي، وقام ببطولته أنتوني كوين، وإيرين باباس، وآلان بيتس. فيما أعد له الموسيقى الموسيقار اليوناني ميكيس ثيودوراكيس، الذي ألف - عام 1988- «باليه» بعنوان «إلكسيس زوربا»، تم تقديمه في المرة الأولى بفيرونا الإيطالية.

## وصلات خارجية
- زوربا اليوناني على موقع الموسوعة البريطانية (الإنجليزية)
- آراء القراء حول رواية زوربا اليوناني  على موقع أبجد
- وصلة خارجية تحتوي مختارات من زوربا اليوناني (1947) نيكوس كازنتزاكيس مترجمة إلى العربية